# David Lawrence Jones
David Lawrence Jones, genannt Davy Jones, (* 12. November 1930 in Chicago; † 30. Oktober 2007 in Placerville) war ein US-amerikanischer Geologe und Paläontologe, bekannt als Urheber des Terran-Konzepts.
Jones studierte an der Yale University mit dem Bachelor-Abschluss 1952 und an der Stanford University mit dem Master-Abschluss 1953 und der Promotion 1956. Danach arbeitete er 30 Jahre für den US Geological Survey von 1955 bis 1985, als er Professor an der University of California, Berkeley wurde. 1996 wurde er emeritiert. Er starb nach längerer Krankheit (Knochenkrebs). Er besaß ein Weingut in Placerville, wo er Weine der Marke Lava Cap produzierte (benannt nach einer Goldgräber-Bezeichnung für Lavagestein über den hypothetischen gesuchten Goldformationen).
Er befasste sich mit der Tektonik der Kordilleren im Westen Nordamerikas und speziell Kaliforniens, anfangs im Rahmen der Theorie der Geosynklinalen-Zyklen. 1964 war er der Biostratigraph in der gemeinsamen Arbeit mit E. H. Bailey und Porter Irwin über den Franciscan-Komplex (aufgefasst aus Eugeosynklinale) und die Great Valley Formationen (als Miogeosynklinale aufgefasst). Ende der 1960er wurde dies neu interpretiert im Rahmen der Plattentektonik als Subduktionszone und vorgelagerte Inselbögen und Kalifornien spielte in diesem Zusammenhang eine wichtige Rolle in der Übertragung der in der damals in der marinen Geologie siegreichen Plattentektonik auf den Kontinentalbereich. Solche Formationen aus Subduktionszone und vorgelagerten vulkanischen Inselbögen sind auch wesentlicher Bestandteil des Terran-Konzepts, da sie bei der Kollision der Mikroplatten mit angelagert werden.
Das eigentliche Terran-Konzept (die Anlagerung von Mikroplatten an Kontinentalmassen) entstand Anfang der 1970er Jahre bei der geologischen Erforschung Alaskas unter Beteiligung von Jones. Typische Anzeichen waren die in der Umgebung der Terrane fremd wirkenden paläomagnetischen und paläontologischen Daten. Der Name wurde zunächst 1972 von seinem Kollegen William Porter Irwin in den Klamath Mountains benutzt  und 1977 benannte Jones das Terran Wrangellia für eine Struktur vom Süden Alaskas bis zum kanadischen British Columbia. Es besteht aus Gesteinen vom Karbon (Pennsylvanian) bis Jura (einschließlich charakteristischer Flutbasalte aus der Trias, die Jones mit Kollegen auf einen Mantel-Plume zurückführte) und das Terran war ursprünglich nahe dem Äquator im Panthalassa-Ozean. Es besteht selbst aus zwei Terranes die miteinander kollidierten und lagerte sich in der Kreidezeit an den nordamerikanischen Kontinent an. Um 1980 setzte sich das Terran-Konzept für die Analyse der Tektonik der Kordilleren Nordamerikas durch und wurde danach weltweit angewandt. 
Als Paläontologe befasste er sich mit Mollusken des oberen Mesozoikums an der Pazifikküste Nordamerikas.  
1995 erhielt er die Mary Clark Thompson Medal der National Academy of Sciences.

## Schriften
- mit E. H. Bailey, W. P. Irwin: Franciscan and related rocks, and their significance in the geology of Western California, California Division Mines and Geology Bulletin, Nr. 183, 1964, S. 1–177
- mit Norman J. Silberling, John Hillhouse: Wrangellia—a displaced terrane in northwestern North America: Canadian Jour. Earth Sci., Band 14, 1977, S. 2565–2577
- mit Norman J. Silberling (Hrsg.): Lithotectonic terrane maps of the North American Cordillera: U. S. Geological Survey Open-File Report 84, 1984